# 基督中心論
基督中心論是卡爾·巴特所提出的神學理論。基督中心论（英語：Christocentric）是一个基督教神学术语，认为应该更加看重三位一体中的第二个部分圣子——耶稣基督，而非圣父（上帝中心论）、圣灵（灵恩派）的观点。基督中心论神学使得基督成为了中心主题，而其他神学立场都以此为向导。基督中心论由卡尔·巴特提出。

## 基督信仰在於基督
巴特認為一個沒有提及耶穌基督真實性的信仰並不是基督教的信仰。因此，巴特尋求將神學的所有陳述，固定於基督上。人們認識基督信仰，需要透過耶穌基督的顯現，被告知關於祂自己的知識，否則人們就不能邁出任何信仰的一步。神學必須開始於耶穌基督，而不是開始於一般的原則。然而，神學也必須結束於上帝，而不是結束於假設自我證明的一般結論。
基督是藉於神與世界，神與人之間的一座橋梁，而且不僅包含在知識上也在啟示的觀點上，包含了揀選、創造、和好與救贖。在巴特的神學是以「基督中心論」為重點。基督是最大的真理而且包含了所有的真理。

## 教會根基在於基督
巴特的神學基本上是以「基督中心論」為主軸，他以此立論來對教會論作論述。基督曾是被差遣的負責在世界上見證上帝之國、宣講上帝之道、服務於這個世界的。基督教會是屬於基督的，而不是屬於教會自身的存在和利益。巴特為了基督的教會和為了自身的教會這一原則區分了真宗教和假宗教，也區分真教會與假教會，統一的教會和分裂的教會，自我更新的教會故步自封的教會，普世的教會和封閉的教會。正是將教會建立在基督中心之上，巴特為天主教與新教統一的普世運動提供了新的思考，而且，還在基督中心論的基礎上為解決猶太人問題，也為基督徒的負責任地生活提供思考的基礎。可以說，建立在「基督中心論」基礎上的教會論，是巴特神學的重要貢獻之一。今日基督教會的使命是傳講神的道，上帝宣告祂自己是藉著向教會宣告，如同路得派與加爾文派都認為講道是上帝彰顯祂自己的方式。巴特認為傳講神的道要有解經（聖經神學）及應用（實用神學），而基督教教義就在這兩者之間維持一個關係。

## 神學論述奠基基督
基督中心論是巴特應對布特曼與朋霍費爾的新神學的努力。巴特不是從人類學的人道主義來肯定基督的人性，而是從道成肉身的「上帝的神性」本身所包含的「上帝的人性」來肯定和提升人的人性。巴特在一九五六年的之上帝的人性「Die Men」的演講中說：「若不知上帝，則不知人；若不以上帝的神性為根據，也無法認識上帝的人性。」這句話總結了他自「教會教義學」，卷四第一部。自一九五三年到一九六八年，可以說是巴特通過耶穌基督強調「上帝的人性」的思想階段。巴特從早年強調絕對地隱秘在無限奧秘中的「審判的上帝」轉向了「恩典的上帝」，轉向了為了這個世界上帝轉向了與人對話、相遇、同在的上帝。一個非人性的上帝之道，顯得像是神秘主義，巴特從基督中心論指出，正確理解的「上帝的神性」正在於道成肉身的「上帝的人性」。住在耶穌基督之中，「上帝的神性」就完整地包含了具體的「上帝的人性」，「活生生的上帝的神性」通過同樣也具有完全人性的耶穌。
當然也有從不同觀點來看巴特的神學，他的神學又被稱為審判的神學，或危機的神學。也有人叫巴特的神學為辯證神學；因為上帝的話臨到，是一是一非，一正一反的兩方面的。另外也有叫做「上帝話語的神學」，神學在巴特看來，起源於講道，而也是試驗講道的。

## 歷史發展根源基督
基督進入人類的歷史之中，耶穌基督做為中保，既代表上帝對人的呼召和要求，也代表人對上帝的回應與順從；他既向人顯示並保證上帝的恩典，也向上帝顯示人的讚美和謝恩；他既吩咐和命令，也聆聽和執行；基督既顯示了上帝的憤怒，也彰顯了上帝對人無限的愛；他不僅是人的危機和審判，而且也是人的福音和恩典。巴特看來，上帝決不排除、貶低、漠視人性，而是在神性中通過耶穌基督的道成肉身和十字架受難及復活包含、接受、肯定、支持、參與、提升了人性，給人以愛的自由。
人類以歷史的眼光看耶穌，所以不能覺察到耶穌裡上帝的啟示。上帝在基督裡是隱藏的，人們會看見他，聽見他，而仍不發見他裹面的秘密。聖經記載歷史，亦啟示世界的真實存在，上帝存於基督之內。